# 15 mei
15 mei is de 135ste dag van het jaar (136ste dag in een schrikkeljaar) in de gregoriaanse kalender. Hierna volgen nog 230 dagen tot het einde van het jaar.

## Gebeurtenissen
- Algemeen
  - 218 - Iulia Maesa, tante van de vermoorde Caracalla, laat haar kleinzoon Elagabalus (priester van de zonnegod El Gebal) in Syria tot keizer van Rome uitroepen.
  - 589 - Koning Authari treedt in het huwelijk met Theodelinde, dochter van Garibald I van Beieren. Zij wordt in Pavia gekroond tot koningin van de Longobarden.
  - 1561 - Albrecht en Filips IV van Nassau-Weilburg verdelen hun bezittingen, Albrecht krijgt Weilburg en Filips Neuweilnau.
  - 2011 - In Spanje breken een week voor de lokale verkiezingen, grote straatprotesten uit tegen sociale, economische en politieke misstanden in het land.
  - 2024 - In Gezawa (Nigeria) komen elf mensen om het leven en raken zeventien anderen gewond bij een aanslag op een moskee. Kort na de aanslag houdt de politie een verdachte aan. Het motief van de verdachte zou naar eigen zeggen een familieconflict over het verdelen van een erfenis zijn.[1]

- Criminaliteit en veiligheid
  - 2024 - De premier van Slowakije, Robert Fico, wordt neergeschoten na een bijeenkomst van de regering in Handlová en raakt daarbij zwaargewond. Direct na het incident wordt een verdachte gearresteerd die een politiek motief zou hebben.[2]
  - 2024 - In de Zwitserse stad Zofingen valt een man voorbijgangers aan met een scherp voorwerp waarbij zes van hen verwondingen oplopen. Na zijn daad verschanst hij zich in een gebouw maar hij ontkomt niet aan een arrestatie.[3]

- Economie
  - 1978 - De Britse regering belooft Zambia voor de komende twee jaren financiële steun ter waarde van 47,5 miljoen pond sterling.

- Kunst en cultuur
  - 1501 - In Venetië drukt Ottaviano Petrucci het eerste muziekboek.
  - 1928 - Mickey Mouse heeft zijn eerste optreden in de tekenfilm Plane Crazy.
  - 2011 - In Antwerpen opent het Museum aan de Stroom, een nieuw museum voor stad, haven en scheepvaart.
  - 2023 - Les Misérables en Sweeney Todd zijn de grote winnaars van de Musical Awards. De producties ontvangen respectievelijk zes en vier prijzen bij het Musical Awards Gala in het Circustheater in Scheveningen.[4][5]
  - 2025 - Kunstmuseum Fenix in Rotterdam opende de deuren.
- Muziek
  - 2006 - In het Verenigd Koninkrijk verschijnt het debuutalbum van de Amerikaanse band The Raconteurs, getiteld Broken Boy Soldiers.

- Media
  - 1953 - Oprichting van het commerciële Venezolaans televisienetwerk Radio Caracas Television.
  - 2025 - Het VPRO-programma Jiskefet, dat werd uitgezonden van 1990 tot 2005, wordt onderscheiden met een Ere Zilveren Nipkowschijf.

- Oorlog
  - 1525 - De slag bij Frankenhausen betekende het einde van de Duitse Boerenoorlog.
  - 1648 - Vrede van Münster.
  - 1756 - Begin van de Zevenjarige Oorlog.
  - 1918 - De Finse Burgeroorlog eindigt.
  - 1940 - Tweede Wereldoorlog: Capitulatie van het Nederlandse leger.
  - 1940 - Tweede Wereldoorlog: Duitse troepen bezetten Amsterdam.
  - 1940 - Tweede Wereldoorlog: Duitse inval in Noord-Frankrijk.
  - 1948 - Egypte, Libanon, Syrië, Irak en Saoedi-Arabië vallen Israël aan.
  - 1955 - Oostenrijk herkrijgt zijn soevereiniteit na de bezetting door nazi-Duitsland (vanaf 1938) en de geallieerden (vanaf 1945).
  - 1995 - Generaal Milan Čeleketić, de commandant van de rebellerende Serviërs in Kroatië, treedt af, kort na de val van West-Slavonië.

- Politiek
  - 1851 - Kroning van Rama IV of Mongkut tot koning van Siam.
  - 1917 - Troonsafstand van Nicolaas II van Rusland namens hem en zijn zoon Aleksej.
  - 1974 - Verkiezing van Walter Scheel tot vierde bondspresident van West-Duitsland.
  - 1979 - Luchtmachtofficier Jerry Rawlings leidt in Ghana met zes collega's een coup tegen het zittende regime van generaal Fred Akuffo. Drie voormalige Ghanese militaire staatshoofden worden geëxecuteerd.
  - 1990 - Roemenië en het Vaticaan herstellen hun diplomatieke betrekkingen die in 1948 door Boekarest waren verbroken.
  - 1991 - Édith Cresson wordt de eerste vrouwelijke premier van Frankrijk.
  - 1991 - De republiek Servië en haar bondgenoten blokkeren de verkiezing van de Kroaat Stjepan Mesić tot president van Joegoslavië, waardoor het collectieve presidentschap, het hoogste staatsorgaan, wordt verlamd.
  - 1991 - Peru sluit een overeenkomst met de Verenigde Staten ter bestrijding van de productie en handel in grondstoffen voor cocaïne.
  - 1995 - China voert een nieuwe ondergrondse kernproef uit, de vierde sinds de andere kernmogendheden in 1992 een vrijwillige stop afkondigden.
  - 2001 - Kosovo krijgt een grondwettelijk kader – geen grondwet – en blijft een protectoraat van de Verenigde Naties.
  - 2008 - Californië wordt de tweede staat in de Verenigde Staten, na Massachusetts, die homohuwelijken toestaat.
  - 2023 - De Europese Commissie maakt bekend geen bezwaar te hebben tegen de voorgenomen overname van computerspelontwikkelaar Activision Blizzard door Microsoft.[6]
  - 2024 - De vier formerende Nederlandse partijen PVV, VVD, NSC en BBB worden het eens over een voorlopig regeerakkoord.[7]

- Religie
  - 1845 - Doop van de eerste Nederlandse Baptisten.
  - 1891 - Encycliek Rerum Novarum van paus Leo XIII over de sociale leer van de Rooms-Katholieke Kerk.
  - 1956 - Encycliek Haurietis Aquas van paus Pius XII over de Heilig Hartverering.
  - 1994 - Pater Damiaan (Jozef De Veuster) wordt door paus Johannes Paulus II zalig verklaard.
  - 2022 - Pater Titus Brandsma (Anno Sjoerd Brandsma) wordt door paus Franciscus heilig verklaard.[8]

- Sport
  - 1910 - Oprichting van de Duitse sportclub FC St. Pauli uit Hamburg.
  - 1975 - Voetbalclub FC Den Haag wint de KNVB beker-finale tegen FC Twente.
  - 1977 - Freddy Maertens wint met overmacht de Ronde van Spanje. Hij leidt het klassement vanaf de eerste dag en schrijft 13 van de 19 etappes op zijn naam.
  - 1978 - Club Brugge speelt als enige Belgische voetbalclub ooit de Europa Cup I-finale, maar verliest die van Liverpool FC.
  - 1982 - Voetbalclub Ajax wordt voor de twintigste keer kampioen van Nederland.
  - 1994 - De hockeysters van Kampong winnen de landstitel in de Nederlandse hoofdklasse door MOP met 1-0 te verslaan in het tweede duel uit de finale van de play-offs.
  - 1995 - George Weah van Paris Saint-Germain tekent in Cannes een contract van twee jaar getekend bij AC Milan. De aanvaller uit Liberia werd in 1989 en 1994 uitgeroepen tot Afrikaans voetballer van het jaar.
  - 1998 - Bij wedstrijden in Toljatti scherpt de Russische atlete Olga Koezenkova haar eigen wereldrecord kogelslingeren (73,10 meter) aan tot 73,80 meter.
  - 1999 - De hockeysters van Hockeyclub 's-Hertogenbosch prolongeren de landstitel in de Nederlandse hoofdklasse door Amsterdam op strafballen te verslaan in het tweede duel uit de finale van de play-offs.
  - 2000 - Zwemmer Ian Thorpe uit Australië scherpt in Sydney zijn eigen en één dag oude wereldrecord op de 200 meter vrije slag aan tot 1.45,51.
  - 2002 - Real Madrid wint de Champions League. In de finale in Glasgow is de Spaanse voetbalclub met 2-1 te sterk voor het Duitse Bayer Leverkusen.
  - 2010 - KAA Gent wint de beker van België door in de finale Cercle Brugge te verslaan met 3-0.
  - 2011 - AFC Ajax wint in de Amsterdam ArenA met 3-1 van FC Twente, waardoor het voor de 30ste maal de landstitel behaalt.
  - 2011 - Finland verovert in de Slowaakse hoofdstad Bratislava de wereldtitel in het ijshockey door in de finale aartsrivaal Zweden met 6-1 te verslaan. Het is de eerste wereldtitel voor de Finnen sinds 1995.
  - 2016 - Max Verstappen wint de Grand Prix Formule 1 van Spanje. Hij is de eerste Nederlandse winnaar van een Grand Prix en met zijn 18 jaar de jongste winnaar van een Grand Prix aller tijden.
  - 2016 - Voetbalclub Club Brugge wordt Belgisch kampioen door RSC Anderlecht met 4-0 te verslaan.
  - 2021 - Indycar Coureur Rinus van Kalmthout wint op 20-jarige leeftijd zijn allereerste Indycar race op de Indianapolis motor speedway. De laatste Nederlander die een Indycar race won was Robert Doornbos in 2007.

- Wetenschap en technologie
  - 1963 - De Mercury MA-9 wordt gelanceerd met aan boord Gordon Cooper. Het is de laatste bemande vlucht van het Mercuryprogramma.[9]
  - 1983 - In het Dijkzigt Ziekenhuis is Stefanie Li geboren, als gevolg van de allereerst succesvolle ivf-behandeling in Nederland.
  - 2009 - In de Antwerpse Zoo wordt de bevalling van olifant Khaing Phyo Phyo ingezet.
  - 2019 - NASA maakt bekend dat het Lunar Reconnaissance Orbiter ruimtevaartuig dat in een baan om de Maan draait op 22 april 2019 foto's heeft gemaakt van de plaats waar het Israëlische Beresjiet ruimtevaartuig op 11 april 2019 een zachte landing had moeten maken. De foto's laten een duidelijke inslagplaats zien.[10]

## Geboren

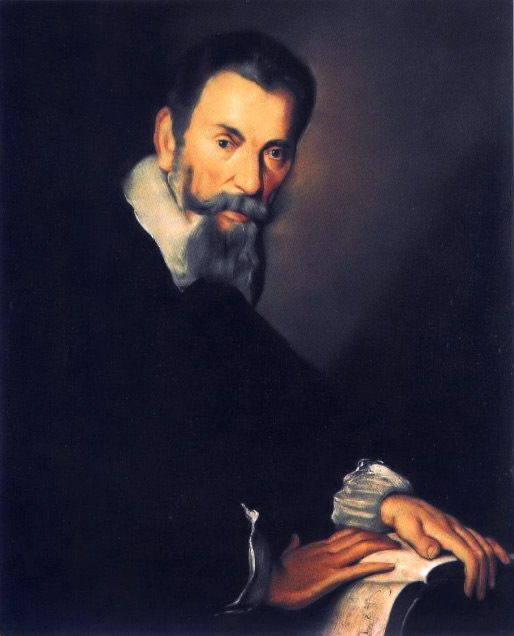
Claudio Monteverdi
geboren in 1567

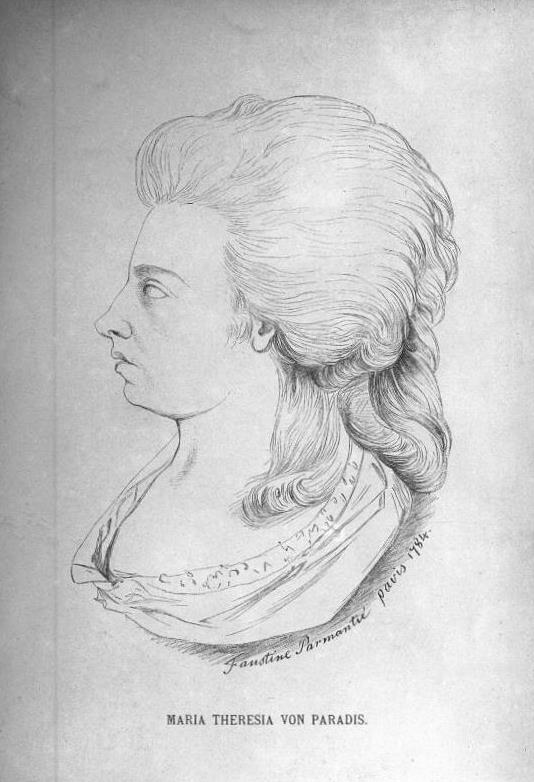
Maria Theresia von Paradis
geboren in 1759

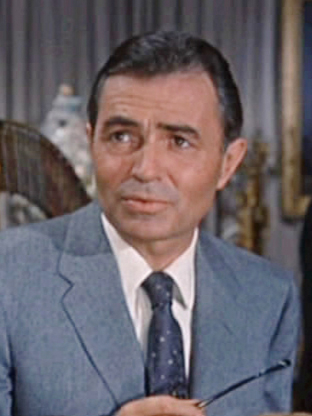
James Mason
geboren in 1909

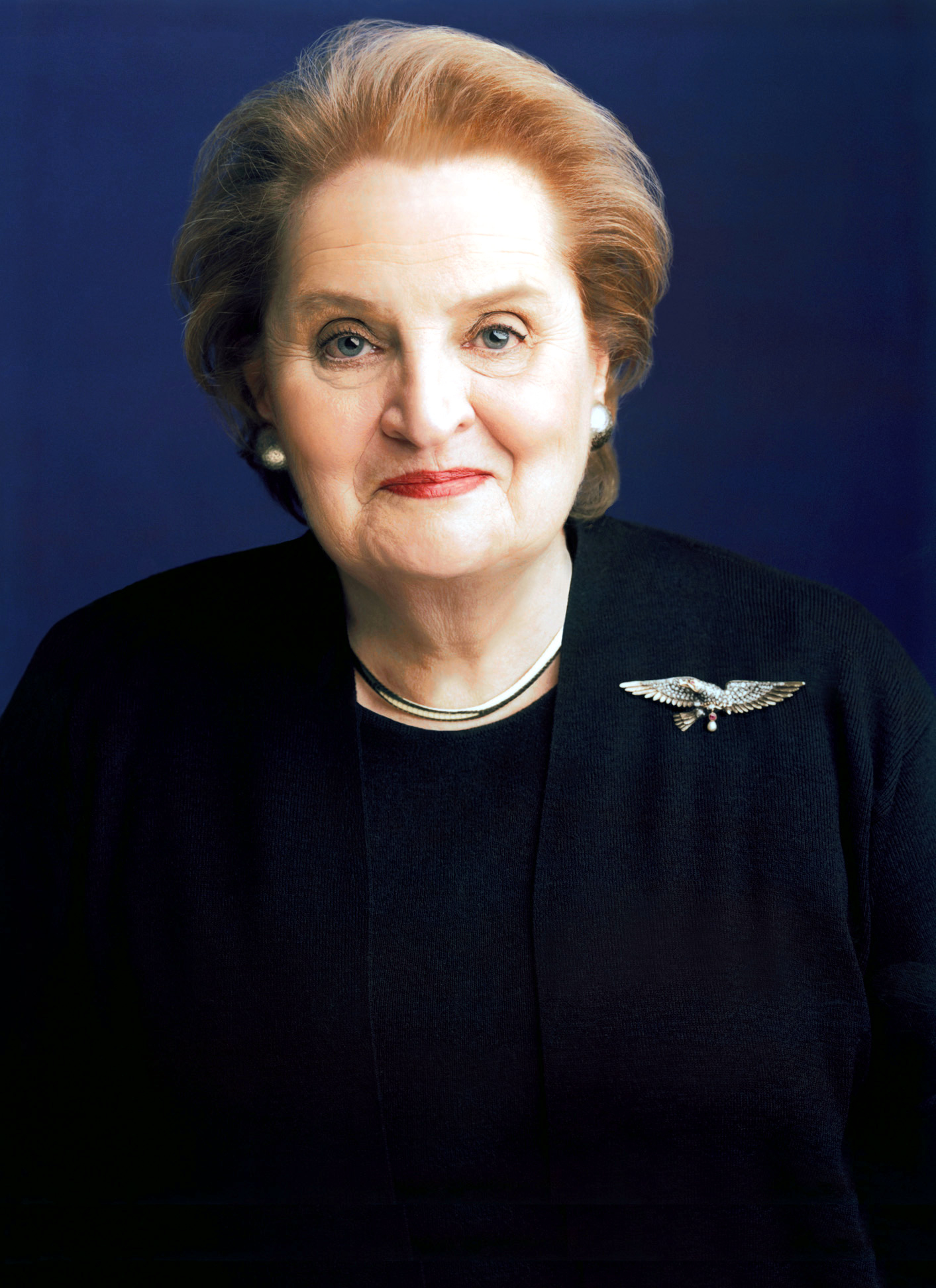
Madeleine Albright
geboren in 1937

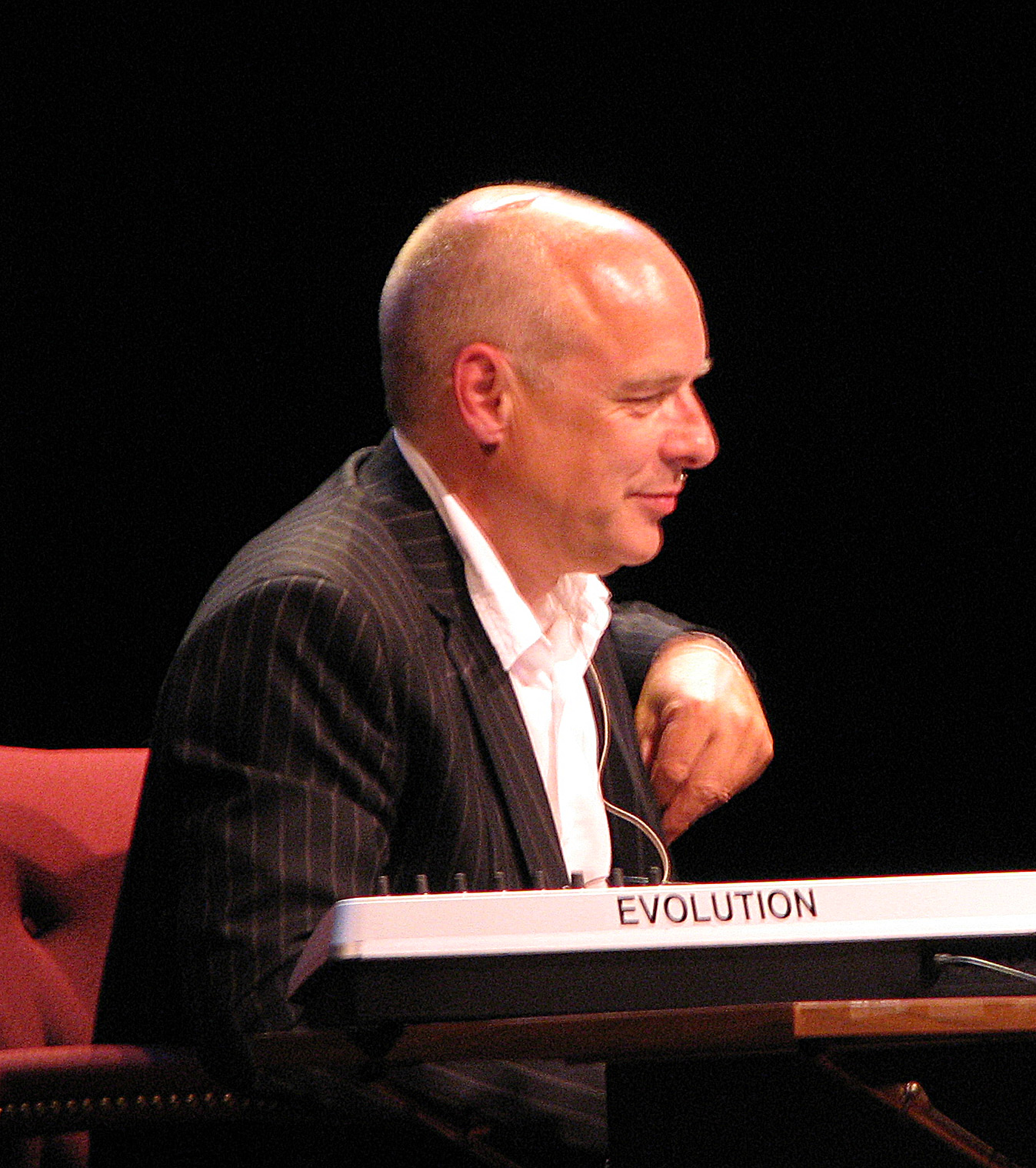
Brian Eno
geboren in 1948

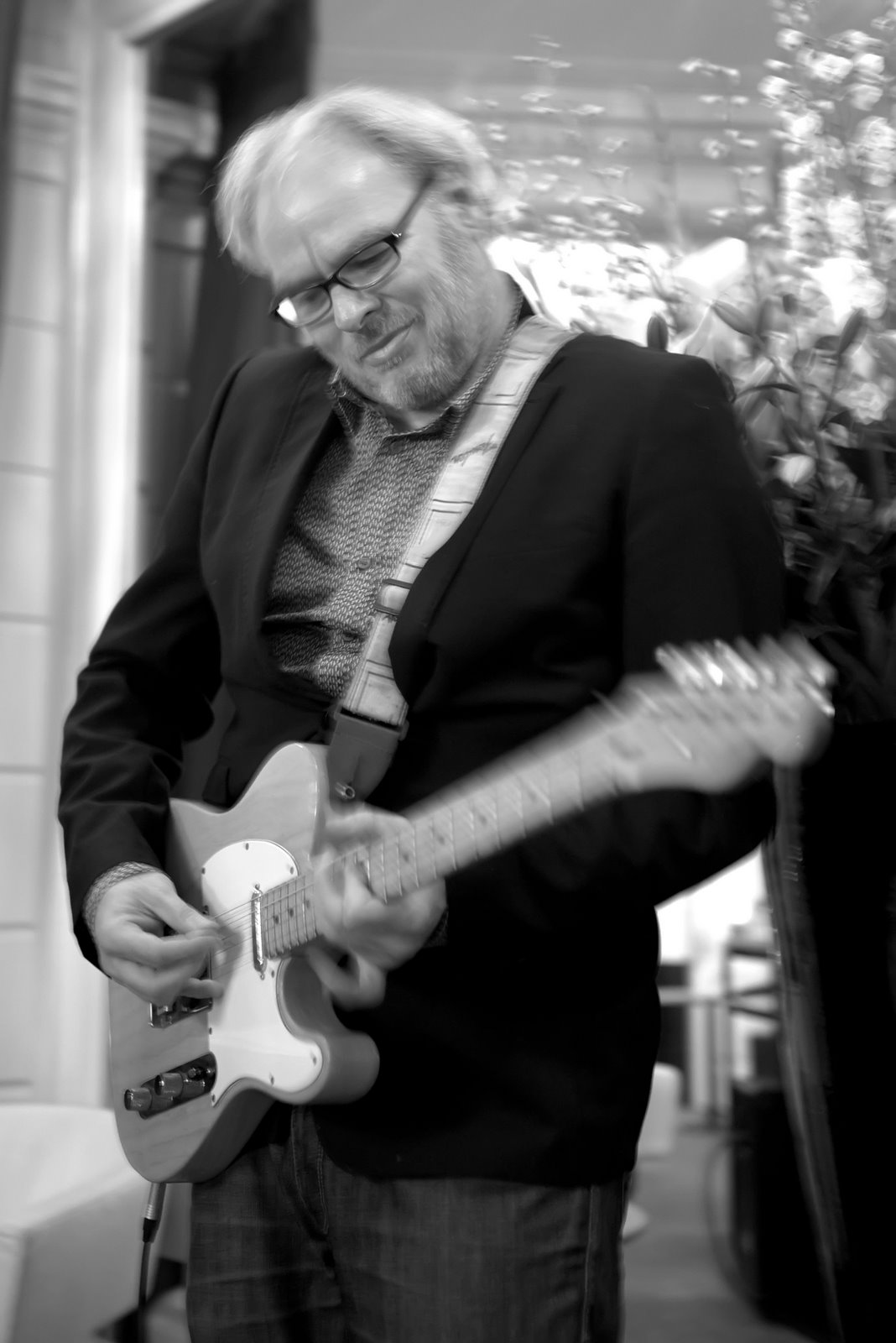
Nico Dijkshoorn
geboren in 1960

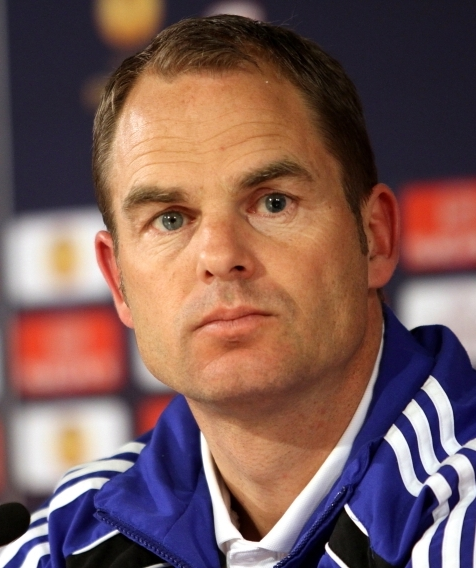
Frank de Boer
geboren in 1970

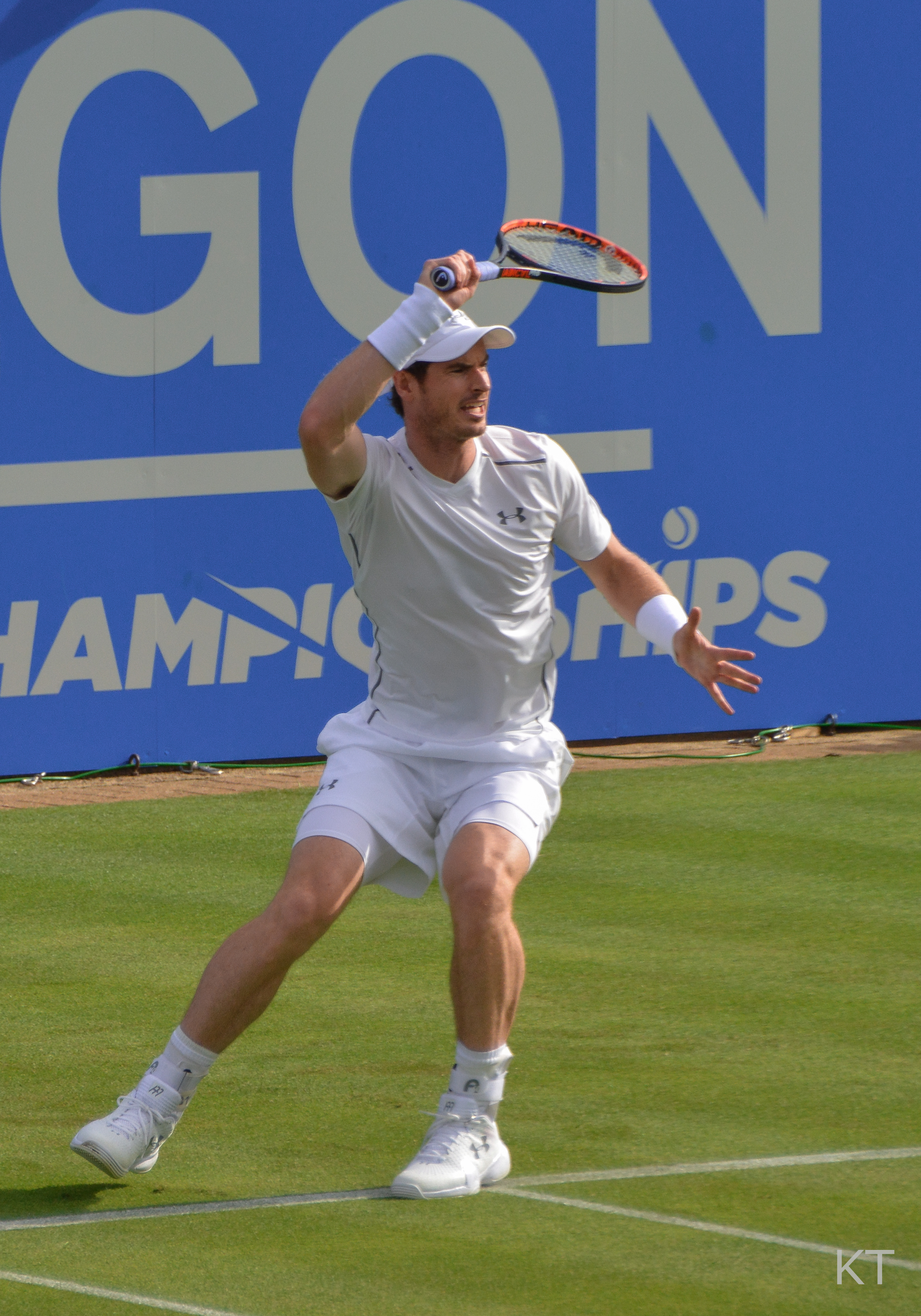
Andy Murray
geboren in 1987

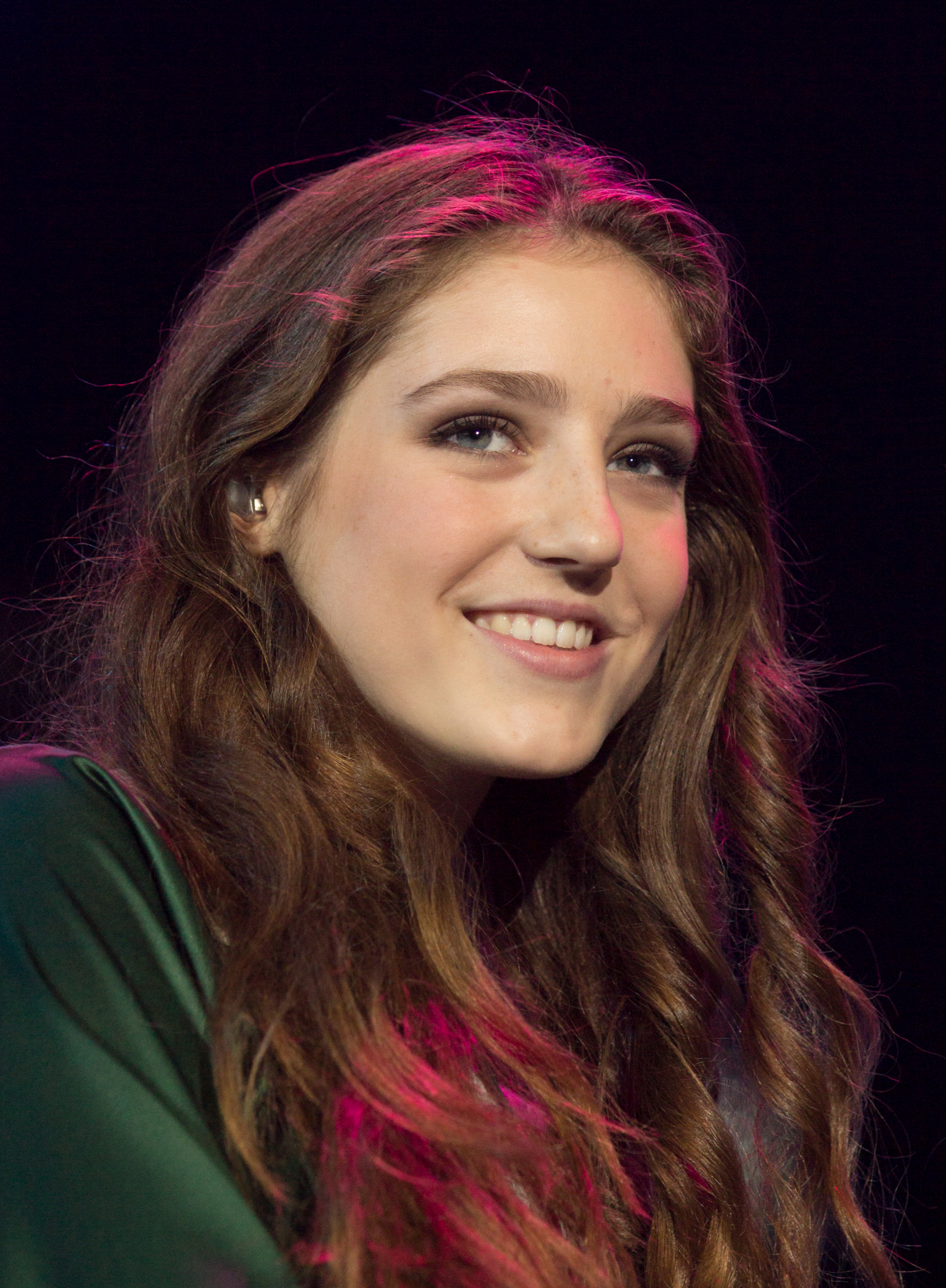
Birdy
geboren in 1996

- 1463 - Margaretha van Hanau-Lichtenberg, Duits gravin (overleden 1504)
- 1567 - Claudio Monteverdi, Italiaans componist, violist en zanger (overleden 1643)
- 1720 - Maximilian Hell, Hongaars astronoom (overleden 1792)
- 1759 - Maria Theresia von Paradis, Oostenrijks componiste en musiciste (overleden 1824)
- 1773 - Prins Klemens von Metternich, Oostenrijks staatsman (overleden 1859)
- 1791 - Floris Adriaan van Hall, Nederlands jurist en staatsman (overleden 1866)
- 1818 - Alphonse Balat, Belgisch architect (overleden 1895)
- 1843 - John Kruesi, Amerikaans uitvinder (overleden 1899)
- 1848 - Carl Wernicke, Duits taalwetenschapper en anatomist (overleden 1905)
- 1856 - L. Frank Baum, Amerikaans schrijver (overleden 1919)
- 1857 - Williamina Fleming, Schots astronoom (overleden 1911)
- 1859 - Pierre Curie, Frans natuurkundige (overleden 1906)
- 1862 - Arthur Schnitzler, Oostenrijks toneelschrijver en verteller (overleden 1931)
- 1865 - Albert Verwey, Nederlands letterkundige (overleden 1937)
- 1867 - Eoin MacNeill, Iers politicus (overleden 1945)
- 1883 - Maurice Feltin, Frans kardinaal-aartsbisschop van Parijs (overleden 1975)
- 1889 - Mitoyo Kawate, Japanse, was oudste mens ter wereld (overleden 2003)
- 1890 - Katherine Anne Porter, Amerikaans schrijfster (overleden 1980)
- 1891 - Michail Boelgakov, Russisch schrijver (overleden 1940)
- 1893 - José Nepomuceno, Filipijns filmmaker en producent (overleden 1959)
- 1898 - Arletty, Frans model en actrice (overleden 1992)
- 1899 - William Emanuël Juglall, Surinaams politicus (overleden 1980)
- 1899 - Hedda Nova, Amerikaans actrice (overleden 1981)
- 1901 - Luis Monti, Italo-Argentijns voetballer (overleden 1983)
- 1904 - Gustaf Adolf Boltenstern jr. (overleden 1995)
- 1905 - Joseph Cotten, Amerikaans acteur (overleden 1994)
- 1907 - Sigurd Rascher, Amerikaans klassiek saxofonist (overleden 2001)
- 1909 - James Mason, Engels acteur (overleden 1984)
- 1910 - Constance Cummings, Brits actrice (overleden 2005)
- 1911 - Max Frisch, Zwitsers architect en schrijver (overleden 1991)
- 1914 - Tenzing Norgay, Nepalees sherpa (overleden 1986)
- 1915 - Paul Samuelson, Amerikaans econoom (overleden 2009)
- 1918 - Eddy Arnold, Amerikaans zanger (overleden 2008)
- 1918 - Joseph Wiseman, Canadees acteur (overleden 2009)
- 1919 - Dame Mary Eugenia Charles, premier van Dominica (1980-1995)(overleden 2005)
- 1920 - Nasrallah Boutros Sfeir, Libanees kardinaal en Maronitisch patriarch van Antiochië (overleden 2019)
- 1921 - Vaea van Houma, Tongaans politicus (overleden 2009)
- 1922 - Ger Harmsen, Nederlands filosoof en historicus (overleden 2005)
- 1922 - Selma Wijnberg, Nederlands holocaustoverlevende (overleden 2018)
- 1923 - Richard Avedon, Amerikaans fotograaf (overleden 2004)
- 1923 - Cor Braasem, Nederlands waterpoloër (overleden 2009)
- 1924 - Jan Kerkhofs, Belgisch jezuïet en godsdienstsocioloog (overleden 2015)
- 1927 - Harry Dikmans, Nederlands acteur en sneltekenaar (overleden 2024)
- 1928 - Bob Mendes, Belgisch misdaadschrijver (overleden 2021)
- 1929 - Andrew Bertie, Brits aristocraat (overleden 2008)
- 1929 - Peter Broeker, Canadees autocoureur (overleden 1980)
- 1930 - Jasper Johns, Amerikaans schilder
- 1931 - Frits Korthals Altes, Nederlands politicus (overleden 2025)
- 1931 - Jón Gunnar Árnason, IJslands beeldhouwer (overleden 1989)
- 1931 - Ken Venturi, Amerikaans golfspeler (overleden 2013)
- 1932 - John Barnes, Brits jazz-saxofonist
- 1934 - Fernand Brosius, Luxemburgs voetballer (overleden 2014)
- 1934 - John Keegan, Brits historicus (overleden 2012)
- 1935 - Don Bragg, Amerikaans atleet (overleden 2019)
- 1935 - Gustaaf De Smet, Belgisch wielrenner (overleden 2020)
- 1937 - Madeleine Albright, Amerikaans politica (overleden 2022)
- 1937 - Dale Greig, Schots atlete (overleden 2019)
- 1937 - Nol Hendriks, Nederlands ondernemer en sportbestuurder (overleden 2017)
- 1937 - Trini Lopez, Amerikaans muzikant (overleden 2020)
- 1939 - Gilberto Rincón Gallardo, Mexicaans politicus (overleden 2008)
- 1939 - Pem Sluijter, Nederlands dichteres (overleden 2007)
- 1940 - Lainie Kazan, Amerikaans actrice en zangeres
- 1941 - Edy Schütz, Luxemburgs wielrenner
- 1942 - Mircea Petescu, Roemeens voetballer en voetbalcoach (overleden 2018)
- 1943 - Jop Pannekoek, Nederlands regisseur (overleden 2003)
- 1943 - Alan Rollinson, Brits autocoureur (overleden 2019)
- 1944 - Ulrich Beck, Duits socioloog (overleden 2015)
- 1944 - Miruts Yifter, Ethiopisch atleet (overleden 2016)
- 1945 - Duarte Pio van Bragança, Hertog van Braganza
- 1946 - Georges Bereta, Frans voetballer (overleden 2023)
- 1946 - Frank Sanders, Nederlands acteur, zanger en kleinkunstenaar
- 1947 - Tomas Pettersson, Zweeds wielrenner
- 1947 - Harm Janssen, Nederlands politicus van het GPV (overleden 1992)
- 1948 - Dario Baldan Bembo, Italiaans componist en zanger
- 1948 - Brian Eno, Brits muzikant en producer
- 1948 - Niels Overweg, Nederlands voetballer en voetbaltrainer
- 1948 - Ger Thijs, Nederlands acteur en regisseur (overleden 2023)
- 1949 - Frank Culbertson, Amerikaans astronaut
- 1950 - Jørgen Marcussen, Deens wielrenner
- 1951 - Frank Wilczek, Amerikaans natuurkundige
- 1952 - Chazz Palminteri, Amerikaans acteur
- 1953 - Ton Annink, Nederlands ambtenaar en bestuurder (overleden 2021)
- 1953 - Jacques Cornu, Zwitsers motorcoureur
- 1953 - Mike Oldfield, Brits muzikant en componist
- 1953 - Frits van Oostrom, Nederlands letterkundige
- 1954 - Annemie Van de Casteele, Belgisch politica
- 1954 - Andrea Gyarmati, Hongaars zwemster
- 1954 - Raul Rekow, Amerikaans percussionist (overleden 2015)
- 1955 - Mohamed Brahmi, Tunesisch politicus (overleden 2013)
- 1955 - Melinda Culea, Amerikaans actrice
- 1955 - Hendrik Jan Korterink, Nederlands misdaadjournalist (overleden 2020)
- 1955 - Lucas Vanclooster, Belgisch journalist
- 1956 - Adílio de Oliveira Gonçalves, Braziliaans voetballer (overleden 2024)
- 1956 - Mirek Topolánek, Tsjechisch conservatieve politicus
- 1957 - Juan José Ibarretxe, Baskisch minister-president
- 1957 - Prinses Margaretha van Luxemburg
- 1958 - Ron Simmons, Amerikaans professioneel worstelaar
- 1959 - Andrew Eldritch, Engels zanger en tekstschrijver
- 1960 - Aleksandr Baranov, Russisch schaatser (overleden 2023)
- 1960 - Nico Dijkshoorn, Nederlands columnist, dichter en schrijver
- 1963 - Joseph Prince, Singaporees evangelist
- 1964 - Onno Innemee, Nederlands cabaretier
- 1964 - Lars Løkke Rasmussen, Deens politicus
- 1965 - René Beuker, Nederlands wielrenner
- 1966 - Ézio Leal Moraes Filho (Ézio), Braziliaans voetballer (overleden 2011)
- 1967 - Simen Agdestein, Noors schaker en voetballer
- 1970 - Frank de Boer, Nederlands voetballer
- 1970 - Ronald de Boer, Nederlands voetballer
- 1970 - Brad Rowe, Amerikaans acteur
- 1972 - Niklas Axelsson, Zweeds wielrenner
- 1972 - David Charvet, Frans acteur
- 1972 - Patrick Pothuizen, Nederlands voetballer
- 1975 - Samir Moussaoui, Algerijns atleet
- 1976 - Milton Campbell, Amerikaans atleet
- 1976 - Mark Kennedy, Iers voetballer
- 1976 - Jacek Krzynówek, Pools voetballer
- 1977 - Oliver Drachta, Oostenrijks voetbalscheidsrechter
- 1977 - Alicilio Pinto Silva Junior, Braziliaans voetballer
- 1977 - Roy Stroeve, Nederlands voetballer
- 1978 - Dwayne De Rosario, Canadees voetballer
- 1978 - Eduardo Cesar Daude Gaspar (Edu), Braziliaans voetballer
- 1978 - Kosei Inoue, Japans judoka
- 1978 - Egoi Martínez, Spaans wielrenner
- 1978 - Sue Rolph, Brits zwemster
- 1978 - Akihiro Tabata, Japans voetballer
- 1978 - Pavel Zerzáň, Tsjechisch wielrenner
- 1979 - Erik van den Doel, Nederlands schaker
- 1979 - Li Yanfeng, Chinees atlete
- 1980 - Yvonne Hijgenaar, Nederlands baanwielrenster
- 1980 - Sever Huseyin, Turks-Nederlands acteur
- 1981 - Maurizio Biondo, Italiaans wielrenner
- 1981 - Patrice Evra, Frans voetballer
- 1981 - Allam Khodair, Braziliaans-Libanees autocoureur
- 1981 - Zara Phillips, Brits amazone en lid van het Brits koningshuis (dochter van Prinses Anne en kapitein Mark Phillips)
- 1981 - Jamie-Lynn Sigler, Amerikaans actrice
- 1982 - Veronica Campbell, Jamaicaans atlete
- 1982 - Segundo Castillo, Ecuadoraans voetballer
- 1982 - Jelmer Pietersma, Nederlands mountainbiker
- 1983 - Pablo Larrazábal, Spaans golfer
- 1983 - Dominggus Lim-Duan, Nederlands voetballer
- 1983 - Gibril Sankoh, Sierra Leoons voetballer
- 1983 - Josh Simpson, Canadees voetballer
- 1984 - Sérgio Jimenez, Braziliaans autocoureur
- 1984 - Mr. Probz, Nederlands producer, rapper en singer-songwriter
- 1985 - Rik Mol, Nederlands trompettist
- 1985 - Tom Stamsnijder, Nederlands wielrenner
- 1986 - Matías Fernández, Chileens voetballer
- 1987 - Anaïs Bescond, Frans biatlete
- 1987 - Leonardo Mayer, Argentijns tennisser
- 1987 - Andy Murray, Brits tennisser
- 1987 - Fabián Rinaudo, Argentijns voetballer
- 1987 - Linda Sembrant, Zweeds voetbalster
- 1989 - Sarah Bovy, Belgisch autocoureur
- 1989 - Oleksij Derevinskyj, Oekraïens voetbalscheidsrechter
- 1989 - Kenneth Gangnes, Noors schansspringer
- 1989 - James Holland, Australisch voetballer
- 1989 - Synnøve Solemdal, Noors biatlete
- 1990 - Ryo Aono, Japans snowboarder
- 1990 - Els De Wael, Belgisch atlete
- 1991 - Łukasz Kuźma, Pools voetbalscheidsrechter
- 1991 - Femi Ogunode, Qatarees atleet
- 1991 - Anamari Velenšek, Sloveens judoka
- 1992 - Okke Punt, Nederlands singer-songwriter
- 1993 - Tomáš Kalas, Tsjechisch voetballer
- 1994 - Edison Flores, Peruviaans voetballer
- 1994 - Darren Rosheuvel, Nederlands-Surinaams voetballer
- 1995 - Ksenia Sitnik, Wit-Russisch zangeres
- 1996 - Birdy, Engels zangeres
- 1996 - Sara Thrige, Deens voetbalster
- 1997 - Ousmane Dembélé, Frans-Senegalees voetballer
- 1998 - Chandra Davidson, Canadees voetbalster
- 2000 - Cole Anthony, Amerikaans basketballer
- 2001 - Cédrine Kerbaol, Frans wielrenster
- 2001 - Maryjo, Amerikaans zangeres
- 2001 - Jeremiah Azu, Brits atleet
- 2002 - Danny Jansen, Nederlands darter
- 2002 - Camie Mol, Nederlands voetbalster
- 2002 - Ky Smith, Australisch darter
- 2002 - Jamie Lou Stenzel, Duits-Spaans zangeres
- 2006 - Lucy Heij, Nederlands voetbalster
- 2006 - David Muñoz, Spaans motorcoureur

## Overleden

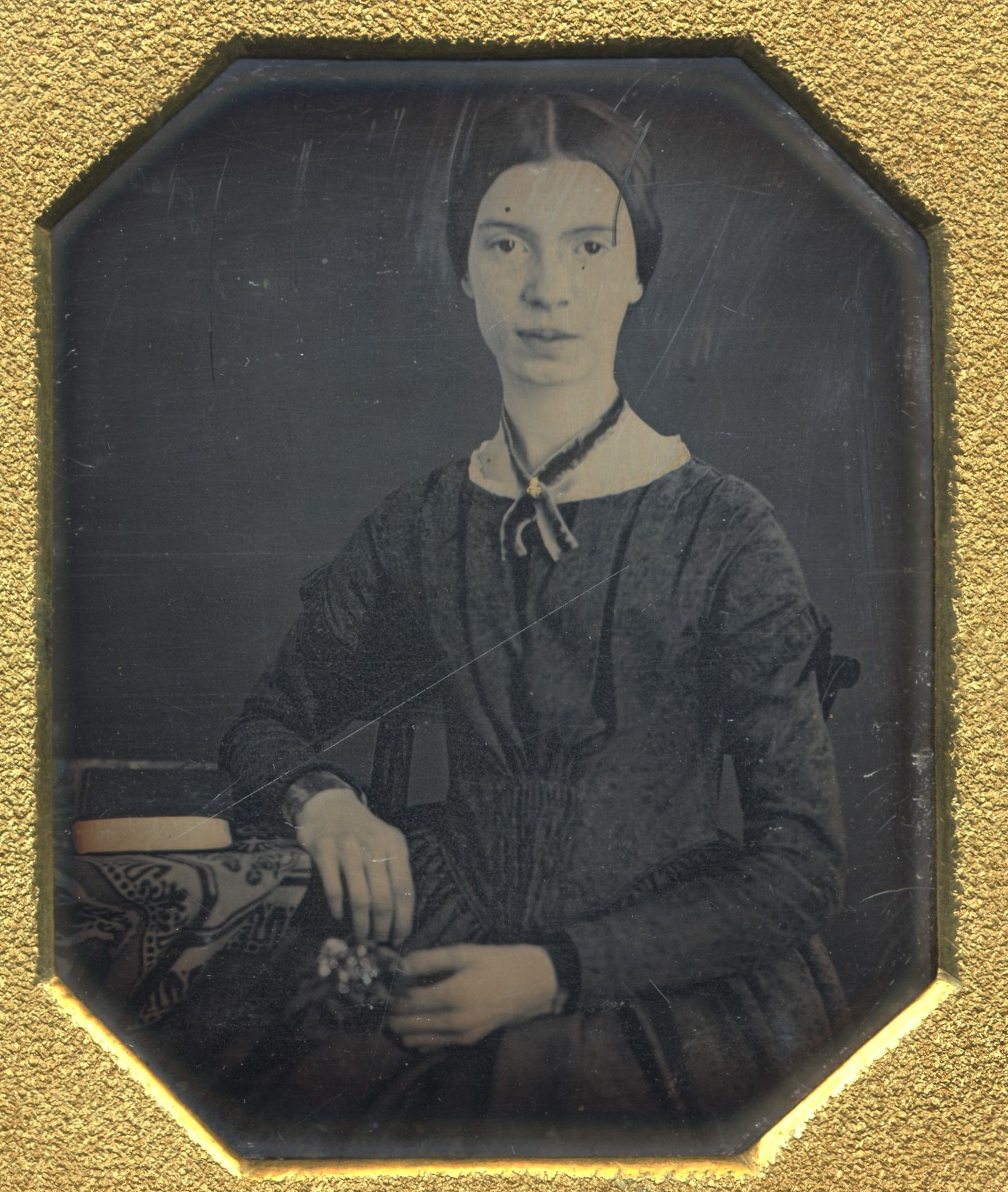
Emily Dickinson
overleden in 1886

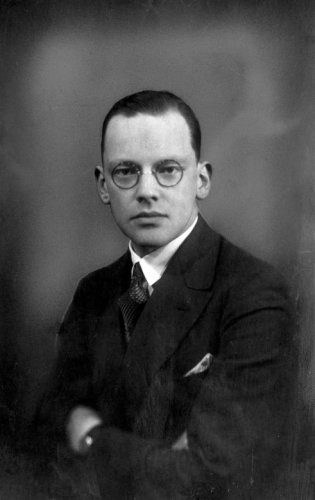
Menno ter Braak
overleden in 1940

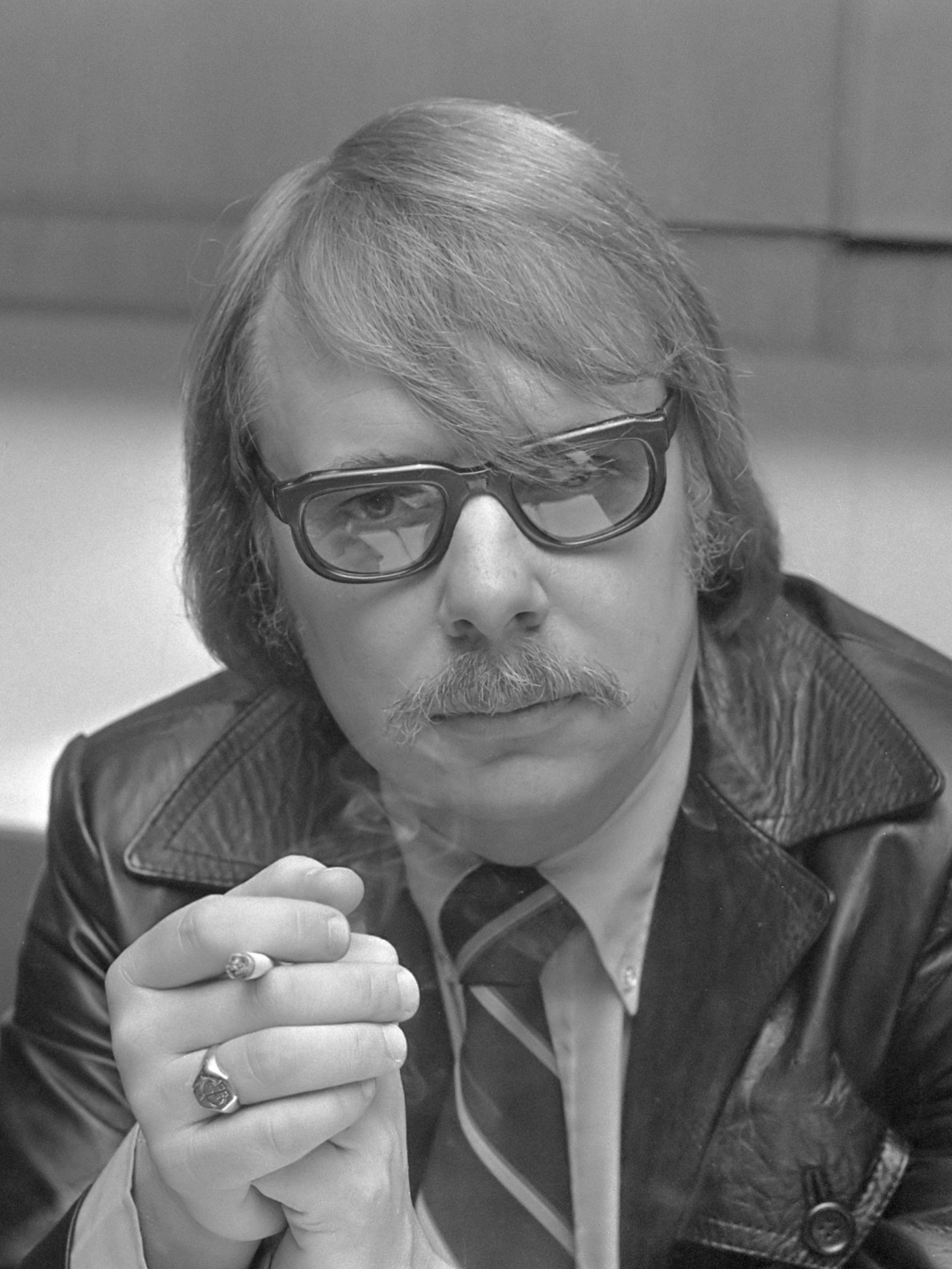
Theo Ordeman
overleden in 2007

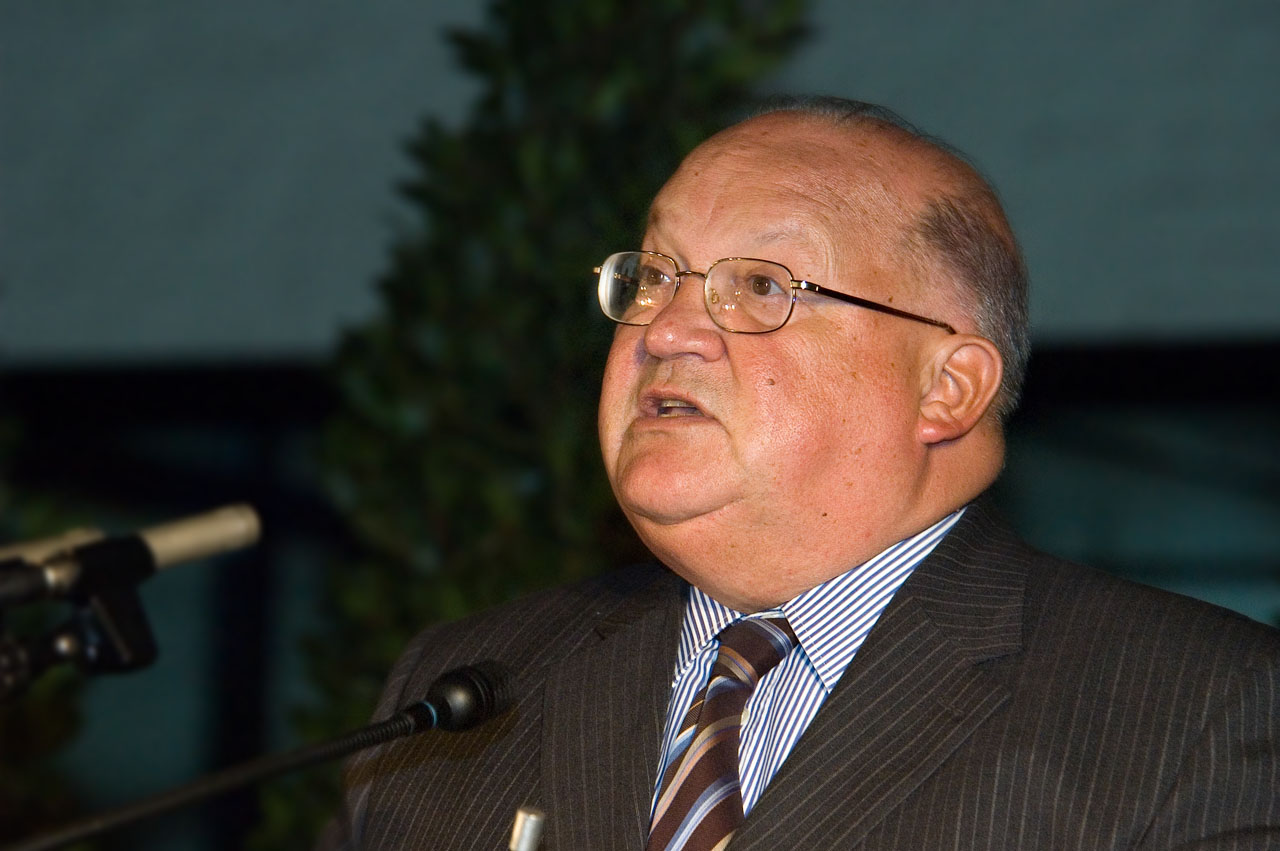
Jean-Luc Dehaene
overleden in 2014

- 392 - Valentinianus II (20/21), Romeins keizer
- 884 - Paus Marinus I (c. 54)
- 1036 - Go-Ichijo (29), Japans keizer
- 1157 - Joeri Dolgoroeki (58), Russische prins
- 1174 - Nur ad-Din (56), heerser van Syrië
- 1591 - Dimitri Ivanovitsj van Rusland (9), Russisch tsarevitsj
- 1634 - Hendrick Avercamp (49), Nederlands schilder
- 1644 - Gerrit Gerritsz. Cuyp (ca. 79), Nederlands glazenier, tekenaar en kunstschilder
- 1761 - Jacob Mossel (56), Gouverneur-Generaal van Nederlands-Indië
- 1786 - Eva Ekeblad (61), Zweeds agronoom, wetenschapper, saloniste en gravin
- 1876 - Snowshoe Thompson (49), Noors-Amerikaans postbode-te-ski
- 1886 - Emily Dickinson (55), Amerikaans dichteres
- 1873 - Alexander Johan I (53), Roemeens vorst
- 1920 - Giulio Boschi (82), Italiaans kardinaal-aartsbisschop van Ferrara
- 1932 - Paul Baum (72), Duits kunstschilder
- 1935 - Kazimir Malevitsj (57), Oekraïens kunstschilder
- 1940 - Menno ter Braak (38), Nederlands schrijver, essayist en criticus
- 1940 - Joseph Limburg (73), Nederlands advocaat en politicus
- 1941 - Law Adam (32), Nederlands voetballer
- 1953 - Chet Miller (50), Amerikaans autocoureur
- 1957 - Keith Andrews (36), Amerikaans autocoureur
- 1959 - Alexander Forbes (88), Zuid-Afrikaans astronoom
- 1964 - Vladko Maček (84), Kroatisch politicus
- 1967 - Edward Hopper (84), Amerikaans kunstschilder
- 1985 - Emerson Spencer (78), Amerikaans atleet
- 1986 - Elio de Angelis (28), Italiaans autocoureur
- 1991 - Fritz Riess (68), Duits autocoureur
- 1994 - Frederik van Pallandt (60), Nederlands zanger
- 1994 - Gilbert Roland (88), Amerikaans acteur
- 1999 - Ernst Mosch (73), Duits muzikant
- 2003 - June Carter Cash (74), Amerikaans zangeres
- 2003 - Rik Van Steenbergen (78), Belgisch wielrenner
- 2003 - Marcel Thielemans (91), Belgisch zanger en trombonist
- 2007 - Jerry Falwell (73), Amerikaans (televisie)predikant en christelijk schrijver
- 2007 - Theo Ordeman (75), Nederlands televisieregisseur en -producent
- 2008 - Noël De Vleeschauwer (82), Belgisch politicus
- 2008 - Youssef Idilbi (32), Palestijns-Nederlands acteur
- 2008 - Willis Lamb (94), Amerikaans natuurkundige en Nobelprijswinnaar
- 2009 - Susanna Agnelli (87), Italiaans politica
- 2009 - Hubert van Es (67), Nederlands persfotograaf
- 2009 - Paul Flora (86), Oostenrijks tekenaar en cartoonist
- 2009 - Frank Mundy (90), Amerikaans autocoureur
- 2009 - Charles Tingwell (86), Australisch acteur
- 2010 - Besian Idrizaj (22), Oostenrijks voetballer
- 2010 - Loris Kessel (60), Zwitsers autocoureur
- 2011 - Maico Buncio (22), Filipijns motorracer
- 2011 - Pete Lovely (85), Amerikaans autocoureur
- 2011 - Samuel Wanjiru (24), Keniaans atleet
- 2012 - Carlos Fuentes (83), Mexicaans schrijver
- 2012 - Hester Verkruissen (62), Nederlands drukker
- 2012 - Dominique Rolin (98), Belgisch schrijfster
- 2013 - Linden Chiles (80), Amerikaans acteur
- 2013 - Raul S. Gonzalez (78), Filipijns journalist en minister van pers
- 2014 - Jean-Luc Dehaene (73), Belgisch politicus en premier
- 2015 - Jacob Jensen (89), Deens industrieel ontwerper
- 2015 - Renzo Zorzi (68), Italiaans autocoureur
- 2016 - Bernard van Beurden (82), Nederlands componist
- 2017 - Karl-Otto Apel (95), Duits filosoof en professor
- 2017 - Ian Brady (79), Brits seriemoordenaar
- 2018 - Ray Wilson (83), Engels voetballer
- 2019 - Peer Mascini (78), Nederlands acteur
- 2019 - Ieoh Ming Pei (102), Chinees-Amerikaans architect
- 2020 - Willy Schmidt (93), Nederlands voetballer
- 2020 - Fred Willard (86), Amerikaans acteur en komiek
- 2021 - Cornelia Boonstra-van der Bijl (110), oudste inwoner van Nederland
- 2021 - Jacky van Dam (83), Nederlands zanger
- 2021 - Đorđe Marjanović (89), Servisch zanger
- 2021 - Mario Pavone (80), Amerikaans jazzcontrabassist
- 2022 - Mient Jan Faber (81), Nederlands wiskundige en vredesactivist
- 2023 - Giuseppe Fallarini (89), Italiaans wielrenner
- 2023 - Robert Lucas jr. (85), Amerikaans econoom en Nobelprijswinnaar
- 2024 - John Hawken (84), Brits pianist en toetsenist
- 2024 - Antoon Honings (79), Nederlands voetballer
- 2024 - Patrick Moenaert (75), Belgisch politicus en bestuurder
- 2025 - Junior Byles (Kenneth Byles Junior) (77), Jamaicaans reggaezanger
- 2025 - Natalja Sjykolenko (60), Wit-Russisch atlete
- 2025 - Frans Verpoorten jr. (76), Nederlands fotograaf

## Viering/herdenking

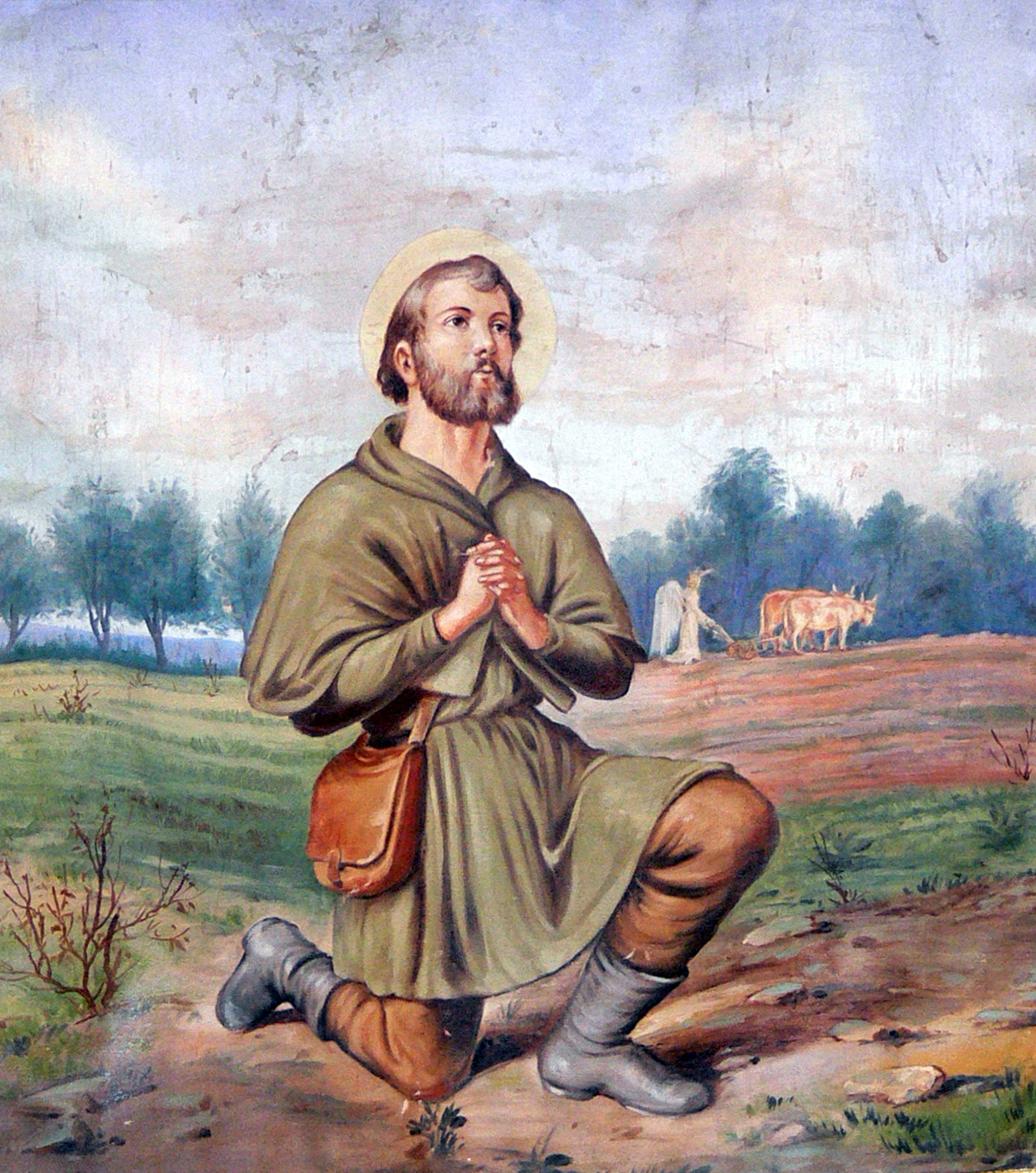
Heilige Isidoor

- Oostenrijk Onafhankelijkheidsdag 1955
- Internationale Dag van het Gezin
- Nakba-dag, de uitdrijving van Palestijnen in 1948.
- Rooms-katholieke kalender:
  - Heilige Isidoor († 1130), patroon van de landbouwers
  - Heilige Gerebern(us) († 7e eeuw)
  - Heilige martelaren van Lampsacus: Dionysia van Troas en Petrus van Lampsacus († c. 251)
  - Heilige Sophia van Rome († c. 304), wordt soms ook tot de ijsheiligen gerekend
  - Heiligen Bisschoppen van Maastricht - vrije gedachtenis (in Bisdom Roermond)
- Oosters-orthodoxe kalender:
  - Heilige Dimitri Ivanovitsj van Rusland († 1591)

## Weerextremen

### Nederland
| | Officiële records | Officiële records | Officiële records |      | Landelijke records | Landelijke records | Landelijke records |
| Gebeurtenis | Jaar              | Extreem           | Locatie           | Jaar | Extreem            | Locatie            |                    |
| --- | ----------------- | ----------------- | ----------------- | ---- | ------------------ | ------------------ | ------------------ |
| Laagste etmaalgemiddelde temperatuur (°C) | 1935              | 5,0               | De Bilt           |      | 1935               | 3,7                | Maastricht         |
| Hoogste etmaalgemiddelde temperatuur (°C) | 1932, 2000        | 20,8              | De Bilt           |      | 1992               | 22,5               | Maastricht         |
| Laagste minimumtemperatuur (°C) | 2020              | −1,2              | De Bilt           |      | 2020               | −2,9               | Eelde              |
| Hoogste minimumtemperatuur (°C) | 1988              | 14,6              | De Bilt           |      | 1988               | 16,3               | Eindhoven          |
| Laagste maximumtemperatuur (°C) | 1935              | 6,4               | De Bilt           |      | 1935               | 5,6                | Maastricht         |
| Hoogste maximumtemperatuur (°C) | 1992, 2000        | 28,9              | De Bilt           |      | 1992               | 31,3               | Twenthe            |
| Hoogste uurgemiddelde windsnelheid (m/s) | 1905              | 10,8              | De Bilt           |      | 1986               | 17,0               | Huibertgat         |
| Hoogste windstoot (m/s) | 1955              | 21,1              | De Bilt           |      | 1986               | 22,1               | Huibertgat         |
| Langste zonneschijnduur (uur) | 1980, 1982, 1998  | 14,6              | De Bilt           |      | 1942 1998          | 14,9               | Eelde Nieuw Beerta |
| Langste neerslagduur (uur) | 1935              | 18,9              | De Bilt           |      | 1935               | 18,9               | De Bilt            |
| Hoogste etmaalsom van de neerslag (mm) | 1935              | 18,9              | De Bilt           |      | 1994               | 50,3               | Eelde              |
| Laagste etmaalgemiddelde relatieve vochtigheid (%) | 1988              | 40                | De Bilt           |      | 1940               | 37                 | Maastricht         |
| Laagste uurwaarde luchtdruk op zeeniveau (hPa) | 2013              | 997,3             | De Bilt           |      | 2013               | 995,7              | Hoek van Holland   |
| Hoogste uurwaarde luchtdruk op zeeniveau (hPa) | 1943              | 1037,8            | De Bilt           |      | 1943               | 1038,3             | Vlissingen         |
| Officiële records worden altijd gemeten op het KNMI-weerstation in De Bilt. Landelijke records kunnen worden gemeten op elk officieel KNMI-weerstation in Nederland. |                   |                   |                   |      |                    |                    |                    |

Uitzonderlijke gebeurtenissen
- 1932 - Eerste officiële zomerse dag van het jaar (maximumtemperatuur ≥ 25 °C in De Bilt)
- 1935 - Officieel maandrecord laagste maximumtemperatuur in °C van mei gemeten in De Bilt: 6,4
- 1935 - Officieel maandrecord langste neerslagduur in uren van mei gemeten in De Bilt: 18,9
- 1957 - Eerste officiële warme dag van het jaar (maximumtemperatuur ≥ 20 °C in De Bilt)
- 1979 - Eerste officiële zomerse dag van het jaar (maximumtemperatuur ≥ 25 °C in De Bilt)
- 1982 - Eerste officiële zomerse dag van het jaar (maximumtemperatuur ≥ 25 °C in De Bilt)
- 2022 - Eerste officiële zomerse dag van het jaar (maximumtemperatuur ≥ 25 °C in De Bilt)
- 2023 - Landelijk hoogste uurgemiddelde windsnelheid in m/s van mei dit jaar gemeten in IJmuiden: 15,0

### België
Dagrecords
- 1935 - Laagste etmaalgemiddelde temperatuur 4,1 °C
- 1932 - Hoogste etmaalgemiddelde temperatuur 21,6 °C
- 1909 - Laagste minimumtemperatuur 0,3 °C
- 1932 - Hoogste maximumtemperatuur 28,7 °C
- 1971 - Hoogste etmaalsom van de neerslag 24 mm

<< · 1 · 2 · 3 · 4 · 5 · 6 · 7 · 8 · 9 · 10 · 11 · 12 · 13 · 14 · 15 · 16 · 17 · 18 · 19 · 20 · 21 · 22 · 23 · 24 · 25 · 26 · 27 · 28 · 29 · 30 · 31 · >>